# بومنزویل (نیویورک)
بومنزویل (به انگلیسی: Bowmansville) یک منطقهٔ مسکونی در ایالات متحده آمریکا است که در شهرستان ایری، نیویورک واقع شده‌است.